# Roscanvel
Roscanvel is een gemeente in het Franse departement Finistère (regio Bretagne). De plaats maakt deel uit van het arrondissement Châteaulin. Roscanvel telde op 1 januari 2022 825 inwoners.

## Geografie
De oppervlakte van Roscanvel bedroeg op 1 januari 2022 9,08 vierkante kilometer; de bevolkingsdichtheid was toen 90,9 inwoners per km².

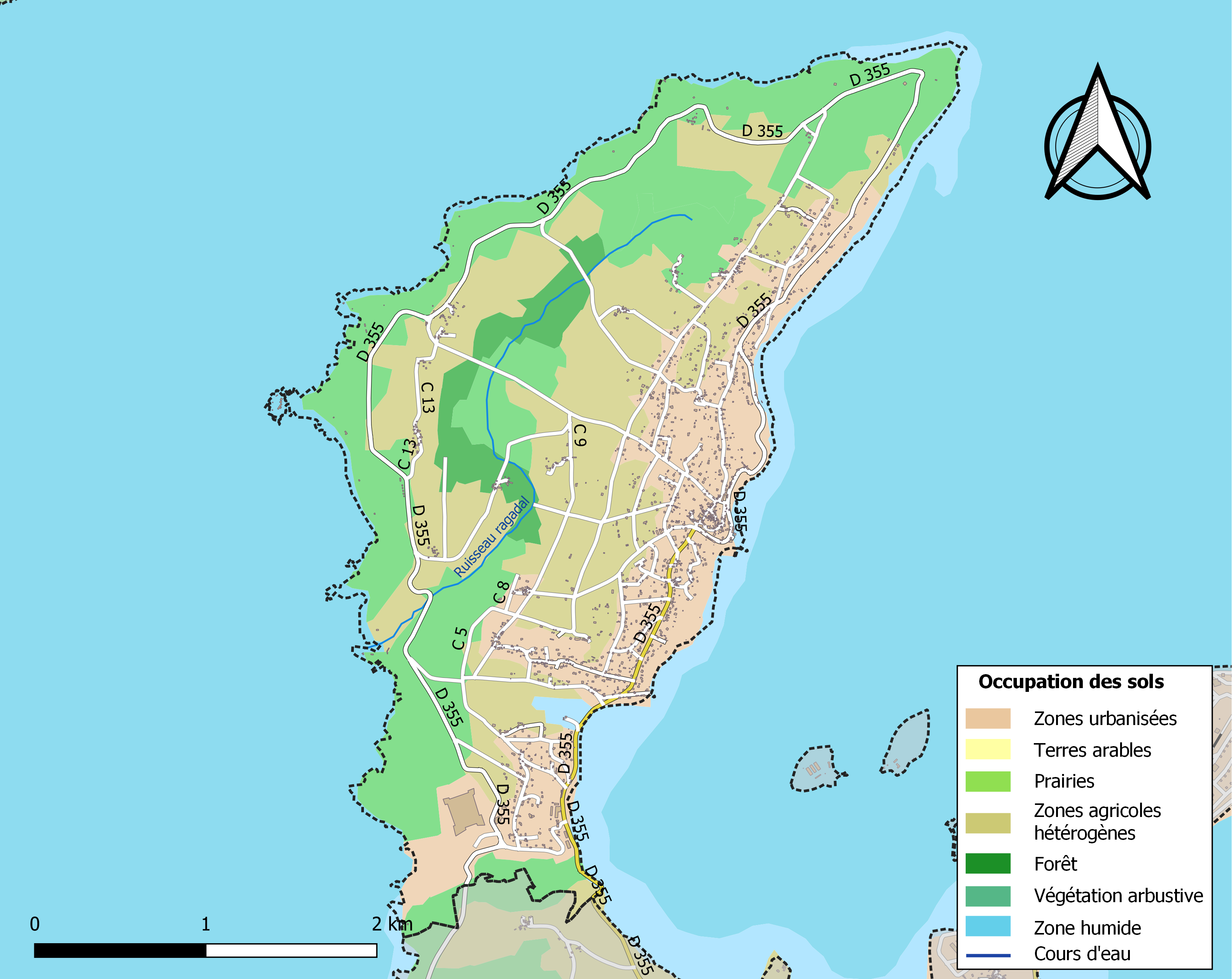
Kaart van de gemeente met belangrijkste infrastructuur, bodemgebruik en omliggende gemeenten

## Demografie
Onderstaande figuur toont het verloop van het inwonertal (bron: INSEE-tellingen).